# Рунге, Карл
Карл Дави́д Тольме́ Ру́нге (нем. Carl David Tolmé Runge, 30 августа 1856 — 3 января 1927) — немецкий математик, физик и спектроскопист.

## Биография
Первые годы своей жизни провёл в Гаване, где его отец Юлиус Рунге был датским консулом. Позже семья перебралась в Бремен, где его отец скоро умер (в 1864 году).
Учился в Берлинском университете у Карла Вейерштрасса, в 1880 году получил степень доктора философии (Dr. phil.) по математике, с 1886 года — профессор математики в Ганноверском университете. В 1904 году по инициативе Феликса Клейна приглашён в Университет Георга Августа в Гёттингене и возглавил вновь открытую кафедру прикладной математики. Считается исторически первым немецким математиком по этой дисциплине.
Ещё в Ганновере внёс вклад в спектроскопию. Совместно с Генрихом Кайзером исследовал спектры, интенсивность спектральных линий, различие между искровыми и дуговыми спектрами, установил серии линий для многих элементов, в частности для щелочных и щелочноземельных, открыл ряд закономерностей в их спектрах.
В Гёттингене, совместно с Мартином Куттой разработал методы численного интегрирования систем обыкновенных дифференциальных уравнений — методы Рунге — Кутты. Исследовал поведение полиномиальной интерполяции при повышении степени полиномов — Феномен Рунге.
В области функционального анализа исследовал аппроксимируемость голоморфных функций — теорема Рунге.
Известна его работа в области векторного анализа — Вектор Лапласа — Рунге — Ленца.
Его именем назван кратер Рунге на Луне.

## Семья
- Жена — Эме Дюбуа-Реймон (1862—1941), дочь физиолога Эмиля Генриха Дюбуа-Реймона, племянница математика Поля Давида Густава Дюбуа-Реймона.
  - Дочь — Нерина (Нина) Рунге (1891—1991), была с 1919 года замужем за математиком Рихардом Курантом.
    - Внук — физик-ядерщик Эрнест Курант (1920—2020).

## Список работ
- Ueber die Krümmung, Torsion und geodätische Krümmung der auf einer Fläche gezogenen Curven (PhD dissertation, Friese, 1880)
- Analytische Geometrie der Ebene (B.G. Teubner, Leipzig, 1908)
- Graphical methods; a course of lectures delivered in Columbia university, New York, October, 1909, to January, 1910 (Columbia University Press, New York, 1912)
- Carl Runge und Hermann König Vorlesungen über numerisches Rechnen (Springer, Heidelberg, 1924)
- Graphischen Methoden (Teubner, 1928)